# Список микропроцессоров Sempron
Sempron является low-end CPU, заменившим Duron.

## ПК-процессоры

### Sempron

#### «Thoroughbred-B» (Socket A, 130нм, Model 8)
- Все модели поддерживают: MMX, SSE, Enhanced 3DNow!

| Номер модели  | Частота  | Кэш L2 | FSB         | Множитель1 | Напряжение питания | TDP   | Дата выпуска  | Номер        |
| ------------- | -------- | ------ | ----------- | ---------- | ------------------ | ----- | ------------- | ------------ |
| Sempron 2200+ | 1500 МГц | 256 Кб | DDR 166 МГц | 9x         | 1.60 В             | 62 Вт | 28 июля, 2004 | SDA2200DUT3D |
| Sempron 2300+ | 1583 МГц | 256 Кб | DDR 166 МГц | 9.5x       | 1.60 В             | 62 Вт | 28 июля, 2004 | SDA2300DUT3D |
| Sempron 2400+ | 1667 МГц | 256 Кб | DDR 166 МГц | 10x        | 1.60 В             | 62 Вт | 28 июля, 2004 | SDA2400DUT3D |
| Sempron 2500+ | 1750 МГц | 256 Кб | DDR 166 МГц | 10.5x      | 1.60 В             | 62 Вт | 28 июля, 2004 | SDA2500DUT3D |
| Sempron 2600+ | 1833 МГц | 256 Кб | DDR 166 МГц | 11x        | 1.60 В             | 62 Вт | 28 июля, 2004 | SDA2600DUT3D |
| Sempron 2800+ | 2000 МГц | 256 Кб | DDR 166 МГц | 12x        | 1.60 В             | 62 Вт | 28 июля, 2004 | SDA2800DUT3D |

#### «Thorton» (Socket A, 130нм, Model 10)
- Все модели поддерживают: MMX, SSE, Enhanced 3DNow!

| Номер модели  | Частота  | Кэш L2 | FSB         | Множитель1 | Напряжение питания | TDP   | Дата выпуска | Номер        |
| ------------- | -------- | ------ | ----------- | ---------- | ------------------ | ----- | ------------ | ------------ |
| Sempron 2200+ | 1500 МГц | 256 Кб | DDR 166 МГц | 9x         | 1.60 В             | 62 Вт | Август, 2004 | SDC2200DUT3D |
| Sempron 2400+ | 1667 МГц | 256 Кб | DDR 166 МГц | 10x        | 1.60 В             |       |              | SDC2400DUT3D |
| Sempron 2800+ | 2000 МГц | 256 Кб | DDR 166 МГц | 12x        | 1.60 В             | 62 Вт | Август, 2004 | SDC2800DUT3D |

#### «Barton» (Socket A, 130нм, Model 10)
- Все модели поддерживают: MMX, SSE, Enhanced 3DNow!

| Номер модели  | Частота  | Кэш L2 | FSB         | Множитель1 | Напряжение питания | TDP   | Дата выпуска      | Номер        |
| ------------- | -------- | ------ | ----------- | ---------- | ------------------ | ----- | ----------------- | ------------ |
| Sempron 3000+ | 2000 МГц | 512 Кб | DDR 166 МГц | 12x        | 1.60 В             | 62 Вт | 17 сентября, 2004 | SDA3000DUT4D |
| Sempron 3300+ | 2200 МГц | 512 Кб | DDR 200 МГц | 11x        | 1.65 В             | 64 Вт |                   | SDA3300DKV4E |

#### «Paris» (Socket 754, CG, 130нм)
- Все модели поддерживают: MMX, SSE, SSE2, Enhanced 3DNow!, NX bit

| Номер модели  | Частота  | Кэш L2 | HyperTransport | Множитель2 | Напряжение питания | TDP   | Дата выпуска     | Номер         |
| ------------- | -------- | ------ | -------------- | ---------- | ------------------ | ----- | ---------------- | ------------- |
| Sempron 3000+ | 1800 МГц | 128 Кб | 800 МГц        | 9x         | 1.40 В             | 62 Вт | 15 февраля, 2005 | SDA3000AIP2AX |
| Sempron 3100+ | 1800 МГц | 256 Кб | 800 МГц        | 9x         | 1.40 В             | 62 Вт | 28 июля, 2004    | SDA3100AIP3AX |

#### «Palermo» (Socket 754, D0, E3 & E6, 90нм)
- Все модели поддерживают: MMX, SSE, SSE2, Enhanced 3DNow!, NX bit
- SSE3 supported by: all models with an OPN ending in BO and BX
- AMD64 supported by: all models with an OPN ending in BX and CV
- Cool'n'Quiet supported by: 3000+ and higher models

| Номер модели  | Частота  | Кэш L2 | HyperTransport | Множитель2 | Напряжение питания | TDP   | Дата выпуска    | Номер                                                      |
| ------------- | -------- | ------ | -------------- | ---------- | ------------------ | ----- | --------------- | ---------------------------------------------------------- |
| Sempron 2500+ | 1400 МГц | 256 Кб | 800 МГц        | 7x         | 1.40 В             | 62 Вт | 7 июля, 2005    | SDA2500AIO3BX                                              |
| Sempron 2600+ | 1600 МГц | 128 Кб | 800 МГц        | 8x         | 1.40 В             | 62 Вт | Август, 2004    | SDA2600AIO2BA, SDA2600AIO2BO, SDA2600AIO2BX, SDA2600AIO2CV |
| Sempron 2800+ | 1600 МГц | 256 Кб | 800 МГц        | 8x         | 1.40 В             | 62 Вт | Август, 2004    | SDA2800AIO3BA, SDA2800AIO3BO, SDA2800AIO3BX, SDA2800AIO3CV |
| Sempron 3000+ | 1800 МГц | 128 Кб | 800 МГц        | 9x         | 1.40 В             | 62 Вт | Апрель, 2005    | SDA3000AIO2BA, SDA3000AIO2BO, SDA3000AIO2BX, SDA3000AIO2CV |
| Sempron 3100+ | 1800 МГц | 256 Кб | 800 МГц        | 9x         | 1.40 В             | 62 Вт | Апрель, 2005    | SDA3100AIO3BA, SDA3100AIO3BO, SDA3100AIO3BX, SDA3100AIO3CV |
| Sempron 3300+ | 2000 МГц | 128 Кб | 800 МГц        | 10x        | 1.40 В             | 62 Вт | Апрель, 2005    | SDA3300AIO2BA, SDA3300AIO2BO, SDA3300AIO2BX, SDA3300AIO2CV |
| Sempron 3400+ | 2000 МГц | 256 Кб | 800 МГц        | 10x        | 1.40 В             | 62 Вт | 1 августа, 2005 | SDA3400AIO3BX                                              |

#### «Palermo» (Socket 939, E3 & E6, 90нм)
- Все модели поддерживают: MMX, SSE, SSE2, SSE3, Enhanced 3DNow!, NX bit
- AMD64 supported by: all models with an OPN ending in BW

| Номер модели  | Частота  | Кэш L2 | HyperTransport | Множитель2 | Напряжение питания | TDP   | Дата выпуска | Номер                       |
| ------------- | -------- | ------ | -------------- | ---------- | ------------------ | ----- | ------------ | --------------------------- |
| Sempron 3000+ | 1800 МГц | 128 Кб | 800 МГц        | 9x         | 1.35-1.40 В        | 62 Вт |              | SDA3000DIO2BP SDA3000DIO2BW |
| Sempron 3200+ | 1800 МГц | 256 Кб | 800 МГц        | 9x         | 1.35-1.40 В        | 62 Вт |              | SDA3200DIO3BP SDA3200DIO3BW |
| Sempron 3400+ | 2000 МГц | 128 Кб | 800 МГц        | 10x        | 1.35-1.40 В        | 62 Вт |              | SDA3400DIO2BW               |
| Sempron 3500+ | 2000 МГц | 256 Кб | 800 МГц        | 10x        | 1.35-1.40 В        | 62 Вт |              | SDA3500DIO3BW               |

#### «Manila» (Socket AM2, F2, 90нм)
- Все модели поддерживают: MMX, SSE, SSE2, SSE3, Enhanced 3DNow!, NX bit, AMD64
- Cool'n'Quiet supported by: 3200+ and higher models

| Номер модели  | Частота  | Кэш L2 | HyperTransport | Множитель2 | Напряжение питания | TDP   | Дата выпуска     | Номер                       |
| ------------- | -------- | ------ | -------------- | ---------- | ------------------ | ----- | ---------------- | --------------------------- |
| Sempron 2800+ | 1600 МГц | 128 Кб | 800 МГц        | 8x         | 1.25-1.40 В        | 62 Вт | 23 мая, 2006     | SDA2800IAA2CN               |
| Sempron 3000+ | 1600 МГц | 256 Кб | 800 МГц        | 8x         | 1.25-1.40 В        | 62 Вт | 23 мая, 2006     | SDA3000IAA3CN               |
| Sempron 3200+ | 1800 МГц | 128 Кб | 800 МГц        | 9x         | 1.25-1.40 В        | 62 Вт | 23 мая, 2006     | SDA3200IAA2CN SDA3200IAA2CW |
| Sempron 3400+ | 1800 МГц | 256 Кб | 800 МГц        | 9x         | 1.25-1.40 В        | 62 Вт | 23 мая, 2006     | SDA3400IAA3CN SDA3400IAA3CW |
| Sempron 3500+ | 2000 МГц | 128 Кб | 800 МГц        | 10x        | 1.25-1.40 В        | 62 Вт | 23 мая, 2006     | SDA3500IAA2CN               |
| Sempron 3600+ | 2000 МГц | 256 Кб | 800 МГц        | 10x        | 1.25-1.40 В        | 62 Вт | 23 мая, 2006     | SDA3600IAA3CN SDA3600IAA3CW |
| Sempron 3800+ | 2200 МГц | 256 Кб | 800 МГц        | 11x        | 1.25-1.40 В        | 62 Вт | 23 октября, 2006 | SDA3800IAA3CN               |

#### «Manila» (Socket AM2, Energy Efficient Small Form Factor, F2, 90нм)
- Все модели поддерживают: MMX, SSE, SSE2, SSE3, Enhanced 3DNow!, NX bit, AMD64
- Cool'n'Quiet поддерживается моделями, начиная с 3200+

| Номер модели  | Частота  | Кэш L2 | HyperTransport | Множитель2 | Напряжение питания | TDP   | Дата выпуска | Номер         |
| ------------- | -------- | ------ | -------------- | ---------- | ------------------ | ----- | ------------ | ------------- |
| Sempron 3000+ | 1600 МГц | 256 Кб | 800 МГц        | 8x         | 1.20/1.25 В        | 35 Вт | 23 мая, 2006 | SDD3000IAA3CN |
| Sempron 3200+ | 1800 МГц | 128 Кб | 800 МГц        | 9x         | 1.20/1.25 В        | 35 Вт | 23 мая, 2006 | SDD3200IAA2CN |
| Sempron 3400+ | 1800 МГц | 256 Кб | 800 МГц        | 9x         | 1.20/1.25 В        | 35 Вт | 23 мая, 2006 | SDD3400IAA3CN |
| Sempron 3500+ | 2000 МГц | 128 Кб | 800 МГц        | 10x        | 1.20/1.25 В        | 35 Вт | 23 мая, 2006 | SDD3500IAA2CN |

#### «Sparta» (Socket AM2, Energy Efficient, G1 & G2, 65нм)
- Все модели поддерживают: MMX, SSE, SSE2, SSE3, Enhanced 3DNow!, NX bit, AMD64, Cool'n'Quiet

| Номер модели         | Частота  | Кэш L2 | HyperTransport | Множитель2 | Напряжение питания | TDP   | Дата выпуска     | Номер         |
| -------------------- | -------- | ------ | -------------- | ---------- | ------------------ | ----- | ---------------- | ------------- |
| Sempron LE-1100      | 1900 МГц | 256 Кб | 800 МГц        | 9.5x       | 1.20/1.40 В        | 45 Вт | 8 октября, 2007  | SDH1100IAA3DE |
| Sempron LE-1150      | 2000 МГц | 256 Кб | 800 МГц        | 10x        | 1.20/1.40 В        | 45 Вт | 20 августа, 2007 | SDH1150IAA3DE |
| Sempron LE-1200      | 2100 МГц | 512 Кб | 800 МГц        | 10.5x      | 1.20/1.40 В        | 45 Вт |                  | SDH1200IAA4DE |
| Sempron LE-1200 (G2) | 2100 МГц | 512 Кб | 800 МГц        | 10.5x      | 1.20/1.40 В        | 45 Вт | 8 октября, 2007  | SDH1200IAA4DP |
| Sempron LE-1250 (G2) | 2200 МГц | 512 Кб | 800 МГц        | 11x        | 1.20/1.40 В        | 45 Вт | 8 октября, 2007  | SDH1250IAA4DP |
| Sempron LE-1300 (G2) | 2300 МГц | 512 Кб | 800 МГц        | 11.5x      | 1.20/1.40 В        | 45 Вт | 7 января, 2008   | SDH1300IAA4DP |

#### «Brisbane» (Socket AM2, Dual-core, G1 & G2, 65нм)
- Все модели поддерживают: MMX, SSE, SSE2, SSE3, Enhanced 3DNow!, NX bit, AMD64, Cool'n'Quiet

| Номер модели         | Частота  | Кэш L2     | HyperTransport | Множитель2 | Напряжение питания | TDP   | Дата выпуска | Номер         |
| -------------------- | -------- | ---------- | -------------- | ---------- | ------------------ | ----- | ------------ | ------------- |
| Sempron X2 2100 (G1) | 1800 МГц | 2 x 256 Кб | 800 МГц        | 9x         |                    | 65 Вт | Март, 2008   | SDO2100IAA4DD |
| Sempron X2 2100 (G2) | 1800 МГц | 2 x 256 Кб | 800 МГц        | 9x         |                    | 65 Вт | Март, 2008   | SDO2100IAA4DO |
| Sempron X2 2200 (G2) | 2000 МГц | 2 x 256 Кб | 800 МГц        | 10x        |                    | 65 Вт | Март, 2008   | SDO2200IAA4DO |
| Sempron X2 2300 (G2) | 2200 МГц | 2 x 256 Кб | 800 МГц        | 11x        |                    | 65 Вт | Апрель, 2008 | SDO2300IAA4DO |

#### «Sargas» (Socket AM3, Single-core, C2, 45нм)
- Все модели поддерживают: MMX, SSE, SSE2, SSE3, SSE4a, Enhanced 3DNow!, NX bit, AMD64, Cool'n'Quiet, AMD-V

| Номер модели     | Частота  | Кэш L2      | HyperTransport | Множитель2 | Напряжение питания | TDP   | Дата выпуска   | Номер         |
| ---------------- | -------- | ----------- | -------------- | ---------- | ------------------ | ----- | -------------- | ------------- |
| Sempron 140 (C2) | 2700 МГц | 1 x 1024 Кб | 2000 МГц       | 13.5x      | 0.85/1.35 В        | 45 Вт | Июль, 2009     | SDX140HBK13GQ |
| Sempron 145 (C3) | 2800 МГц | 1 x 1024 Кб | 2000 МГц       | 14x        | 0.85/1.35 В        | 45 Вт | Сентябрь, 2010 | SDX145HBK13GM |

## Мобильные процессоры

### Mobile Sempron

#### «Dublin» (Socket 754, CG, 130нм, Desktop replacement)
- Все модели поддерживают: MMX, SSE, SSE2, Enhanced 3DNow!, NX bit

| Номер модели         | Частота  | Кэш L2 | HyperTransport | Множитель2 | Напряжение питания | TDP      | Дата выпуска  | Номер         |
| -------------------- | -------- | ------ | -------------- | ---------- | ------------------ | -------- | ------------- | ------------- |
| Mobile Sempron 2600+ | 1600 МГц | 128 Кб | 800 МГц        | 8x         | 0.95-1.4 В         | 13-62 Вт | 28 июля, 2004 | SMN2600BIX2AY |
| Mobile Sempron 2800+ | 1600 МГц | 256 Кб | 800 МГц        | 8x         | 0.95-1.4 В         | 13-62 Вт | 28 июля, 2004 | SMN2800BIX3AY |
| Mobile Sempron 3000+ | 1800 МГц | 128 Кб | 800 МГц        | 9x         | 0.95-1.4 В         | 13-62 Вт | 28 июля, 2004 | SMN3000BIX2AY |

#### «Dublin» (Socket 754, CG, 130нм, Low power)
- Все модели поддерживают: MMX, SSE, SSE2, Enhanced 3DNow!, NX bit

| Номер модели         | Частота  | Кэш L2 | HyperTransport | Множитель2 | Напряжение питания | TDP     | Дата выпуска  | Номер         |
| -------------------- | -------- | ------ | -------------- | ---------- | ------------------ | ------- | ------------- | ------------- |
| Mobile Sempron 2600+ | 1600 МГц | 128 Кб | 800 МГц        | 8x         | 0.975-1.25 В       | 9-25 Вт | 28 июля, 2004 | SMS2600BOX2LA |
| Mobile Sempron 2800+ | 1600 МГц | 256 Кб | 800 МГц        | 8x         | 0.975-1.25 В       | 9-25 Вт | 28 июля, 2004 | SMS2800BOX3LA |

#### «Georgetown» (Socket 754, D0, 90нм, Desktop replacement)
- Все модели поддерживают: MMX, SSE, SSE2, Enhanced 3DNow!, NX bit

| Номер модели         | Частота  | Кэш L2 | HyperTransport | Множитель2 | Напряжение питания | TDP   | Дата выпуска     | Номер         |
| -------------------- | -------- | ------ | -------------- | ---------- | ------------------ | ----- | ---------------- | ------------- |
| Mobile Sempron 2600+ | 1600 МГц | 128 Кб | 800 МГц        | 8x         | 0.95-1.4 В         | 62 Вт |                  | SMN2600BIX2BA |
| Mobile Sempron 2800+ | 1600 МГц | 256 Кб | 800 МГц        | 8x         | 0.95-1.4 В         | 62 Вт |                  | SMN2800BIX3BA |
| Mobile Sempron 3000+ | 1800 МГц | 128 Кб | 800 МГц        | 9x         | 0.95-1.4 В         | 62 Вт |                  | SMN3000BIX2BA |
| Mobile Sempron 3100+ | 1800 МГц | 256 Кб | 800 МГц        | 9x         | 0.95-1.4 В         | 62 Вт | 3 мая, 2005      | SMN3100BIX3BA |
| Mobile Sempron 3300+ | 2000 МГц | 128 Кб | 800 МГц        | 10x        | 0.95-1.4 В         | 62 Вт | 19 августа, 2005 | SMN3300BIX2BA |

#### «Sonora» (Socket 754, D0, 90нм, Low power)
- Все модели поддерживают: MMX, SSE, SSE2, Enhanced 3DNow!, NX bit

| Номер модели         | Частота  | Кэш L2 | HyperTransport | Множитель2 | Напряжение питания | TDP   | Дата выпуска    | Номер         |
| -------------------- | -------- | ------ | -------------- | ---------- | ------------------ | ----- | --------------- | ------------- |
| Mobile Sempron 2600+ | 1600 МГц | 128 Кб | 800 МГц        | 8x         | 0.975-1.25 В       | 25 Вт |                 | SMS2600BOX2LB |
| Mobile Sempron 2800+ | 1600 МГц | 256 Кб | 800 МГц        | 8x         | 0.975-1.25 В       | 25 Вт |                 | SMS2800BOX3LB |
| Mobile Sempron 3000+ | 1800 МГц | 128 Кб | 800 МГц        | 9x         | 0.975-1.25 В       | 25 Вт | 23 ноября, 2004 | SMS3000BOX2LB |
| Mobile Sempron 3100+ | 1800 МГц | 256 Кб | 800 МГц        | 9x         | 0.975-1.25 В       | 25 Вт | Январь, 2005    | SMS3100BOX3LB |

#### «Albany» (Socket 754, E6, 90нм, Desktop replacement)
- Все модели поддерживают: MMX, SSE, SSE2, SSE3, Enhanced 3DNow!, NX bit

| Номер модели         | Частота  | Кэш L2 | HyperTransport | Множитель2 | Напряжение питания | TDP   | Дата выпуска    | Номер         |
| -------------------- | -------- | ------ | -------------- | ---------- | ------------------ | ----- | --------------- | ------------- |
| Mobile Sempron 3000+ | 1800 МГц | 128 Кб | 800 МГц        | 9x         | 0.95-1.4 В         | 62 Вт | 15 июля, 2005   | SMN3000BIX2BX |
| Mobile Sempron 3100+ | 1800 МГц | 256 Кб | 800 МГц        | 9x         | 0.95-1.4 В         | 62 Вт | 15 июля, 2005   | SMN3100BIX3BX |
| Mobile Sempron 3300+ | 2000 МГц | 128 Кб | 800 МГц        | 10x        | 0.95-1.4 В         | 62 Вт | 15 июля, 2005   | SMN3300BIX2BX |
| Mobile Sempron 3400+ | 2000 МГц | 256 Кб | 800 МГц        | 10x        | 0.95-1.4 В         | 62 Вт | 23 января, 2006 | SMN3400BIX3BX |
| Mobile Sempron 3600+ | 2200 МГц | 128 Кб | 800 МГц        | 11x        | 0.95-1.4 В         | 62 Вт | 17 мая, 2006    | SMN3600BIX2BX |

#### «Roma» (Socket 754, E6, 90нм, Low power)
- Все модели поддерживают: MMX, SSE, SSE2, SSE3, Enhanced 3DNow!, NX bit

| Номер модели         | Частота  | Кэш L2 | HyperTransport | Множитель2 | Напряжение питания | TDP   | Дата выпуска  | Номер                       |
| -------------------- | -------- | ------ | -------------- | ---------- | ------------------ | ----- | ------------- | --------------------------- |
| Mobile Sempron 2800+ | 1600 МГц | 256 Кб | 800 МГц        | 8x         | 0.95-1.2 В         | 25 Вт | 15 июля, 2005 | SMS2800BQX3LF               |
| Mobile Sempron 3000+ | 1800 МГц | 128 Кб | 800 МГц        | 9x         | 0.95-1.2 В         | 25 Вт | 15 июля, 2005 | SMS3000BQX2LE SMS3000BQX2LF |
| Mobile Sempron 3100+ | 1800 МГц | 256 Кб | 800 МГц        | 9x         | 0.95-1.2 В         | 25 Вт | 15 июля, 2005 | SMS3100BQX3LE               |
| Mobile Sempron 3300+ | 2000 МГц | 128 Кб | 800 МГц        | 10x        | 0.95-1.2 В         | 25 Вт | Июль, 2005    | SMS3300BQX2LE               |
| Mobile Sempron 3400+ | 2000 МГц | 256 Кб | 800 МГц        | 10x        | 0.95-1.2 В         | 25 Вт | 17 мая, 2006  | SMS3400BQX3LE               |

#### «Keene» (Socket S1, F2, 90нм, Low power)
- Все модели поддерживают: MMX, SSE, SSE2, SSE3, Enhanced 3DNow!, NX bit, AMD64, PowerNow!

| Номер модели         | Частота  | Кэш L2 | HyperTransport | Множитель2 | Напряжение питания | TDP   | Дата выпуска     | Номер         |
| -------------------- | -------- | ------ | -------------- | ---------- | ------------------ | ----- | ---------------- | ------------- |
| Mobile Sempron 3200+ | 1600 МГц | 512 Кб | 800 МГц        | 8x         | 0.950-1.125 В      | 25 Вт | 17 мая, 2006     | SMS3200HAX4CM |
| Mobile Sempron 3400+ | 1800 МГц | 256 Кб | 800 МГц        | 9x         | 0.950-1.125 В      | 25 Вт | 17 мая, 2006     | SMS3400HAX3CM |
| Mobile Sempron 3500+ | 1800 МГц | 512 Кб | 800 МГц        | 9x         | 0.950-1.125 В      | 25 Вт | 17 мая, 2006     | SMS3500HAX4CM |
| Mobile Sempron 3600+ | 2000 МГц | 256 Кб | 800 МГц        | 10x        | 0.950-1.125 В      | 25 Вт | 23 октября, 2006 | SMS3600HAX3CM |

#### «Sherman» (Socket S1, G1 & G2, 65нм, Low power)
- Все модели поддерживают: MMX, SSE, SSE2, SSE3, Enhanced 3DNow!, NX bit, AMD64

| Номер модели          | Частота  | Кэш L2 | HyperTransport | Множитель2 | Напряжение питания | TDP   | Дата выпуска | Номер               |
| --------------------- | -------- | ------ | -------------- | ---------- | ------------------ | ----- | ------------ | ------------------- |
| Sempron 2100+ fanless | 1000 МГц | 256 Кб | 800 МГц        | 5.25x      | 0.950-1.125 В      | 9 Вт  | 30 мая, 2007 | SMF2100HAX3DQE (G1) |
| Mobile Sempron 3600+  | 2000 МГц | 256 Кб | 800 МГц        | 10x        |                    | 25 Вт |              | SMS3600HAX3DN (G2)  |
| Mobile Sempron 3700+  | 2000 МГц | 512 Кб | 800 МГц        | 10x        |                    | 25 Вт |              | SMS3700HAX4DQE (G1) |
| Mobile Sempron 3800+  | 2200 МГц | 256 Кб | 800 МГц        | 11x        |                    | 31 Вт |              | SMD3800HAX3DN (G2)  |
| Mobile Sempron 4000+  | 2200 МГц | 512 Кб | 800 МГц        | 11x        |                    | 31 Вт |              | SMD4000HAX4DN (G2)  |

#### «Sable» (65нм)
- Все модели поддерживают: MMX, SSE, SSE2, SSE3, Enhanced 3DNow!, NX bit, AMD64, PowerNow!, AMD-V

| Номер модели  | Частота  | Кэш L2 | HyperTransport | Поддержка Памяти | Множитель1 | Напряжение питания | TDP   | Сокет     | Дата выпуска | Номер         |
| ------------- | -------- | ------ | -------------- | ---------------- | ---------- | ------------------ | ----- | --------- | ------------ | ------------- |
| Sempron SI-40 | 2000 МГц | 512 Кб | 1800 МГц       | DDR2             | 10x        | 0.950-1.125 В      | 25 Вт | Socket S1 | 4 июня, 2008 | SMSI40SAM12GG |
| Sempron SI-42 | 2100 МГц | 512 Кб | 1800 МГц       | DDR2             | 10.5x      | 0.950-1.125 В      | 25 Вт | Socket S1 | 3-й кв. 2008 | SMSI42SAM12GG |

#### «Huron» (65нм, Low power)
- Все модели поддерживают: MMX, SSE, SSE2, SSE3, Enhanced 3DNow!, NX bit, AMD64, PowerNow!, AMD-V

| Номер модели                                    | Частота  | Кэш L2 | HyperTransport | Множитель1 | Напряжение питания | TDP   | Package/Сокет | Дата выпуска   | Номер         |
| ----------------------------------------------- | -------- | ------ | -------------- | ---------- | ------------------ | ----- | ------------- | -------------- | ------------- |
| Sempron for Ultra-thin notebooks/ Sempron 200U3 | 1000 МГц | 256 Кб | 1600 МГц       | 5x         |                    | 8 Вт  | ASB1          | 8 января, 2009 | SMF200UOAX3DV |
| Sempron 210U                                    | 1500 МГц | 256 Кб | 1600 МГц       | 7.5x       |                    | 15 Вт | Socket S1     | 8 января, 2009 | SMG210UOAX3DX |

## Заметки
Note 1:
Процессоры с Socket A используют шину front side bus обладающую удвоенной скоростью передачи данных (англ. double data rate, DDR), что предполагает удвоение скорости передачи данных за один физический цикл, за счёт считывания команд и данных не только по фронту, но и по спаду тактового сигнала.
Sempron’ы с Socket A используют FSB с тактовой частотой 166 МГц, в итоге обеспечивая пропускную способность в 333 MT/с. Множители в таблицах выше оперируют 166 МГц физической тактовой частоты, ЭТО НЕ истинная скорость передачи данных.
Note 2:
Для традиционных процессоров, в том числе Sempron’ов с Socket A, множитель — значение, на которое умножается скорость FSB, чтобы получить тактовую частоту процессора.
Процессоры с Socket 754, 939 и S1 используют контроллер памяти, интегрированный с кристаллом ЦП, заменив традиционное понятие FSB.
Контроллер памяти работает на той же частоте, что и непосредственно ЦП, и может использовать доступ к системной памяти на частоте 200 МГц (используя планки памяти PC-3200 в 754 и 939, PC2-5300 для S1) или более низких скоростях (используя более медленные PC-1600, PC-2100 или PC-2700).
Между ЦП и чипсетом, используется HyperTransport, работая для Sempron’ов на частоте 800 МГц. Умножается в этом случае 200 МГц тактовой частоты системы, а не скорость HyperTransport.
Note 3:
Номер модели ЦП может быть считан непосредственно из номера OPN, с четвёртой до седьмой буквы представляют номер модели ЦП. Номер модели «200U» используется только для встраиваемой системной продукции.